# Dynatus burmeisteri
Dynatus burmeisteri là một loài côn trùng cánh màng trong họ Sphecidae, thuộc chi Dynatus. Loài này được Burmeister miêu tả khoa học đầu tiên năm 1861.